# Transtorno de personalidade sádica
Transtorno de personalidade sádica foi um diagnóstico de transtorno de personalidade envolvendo sadismo que apareceu apenas em um apêndice da terceira edição revista da publicação da APA, a  Diagnostic and Statistical Manual of Mental Disorders (o DSM-III-R). As versões mais recentes do DSM (DSM-IV, DSM-IV-TR e DSM-5) não mais incluí esse transtorno, juntamente com o Transtorno de personalidade masoquista, assim não sendo mais mais considerados uma categoria diagnóstica válida. No entanto, alguns ainda estudam o transtorno.

## Sintomas e Comportamento
O transtorno de personalidade sádica foi definido por um padrão generalizado egossintônico de comportamento sádico. Indivíduos que possuem personalidades sádicas tendem a apresentar agressão recorrente e comportamento cruel.  As pessoas com esse transtorno usarão violência e agressão na tentativa de controlar e dominar os outros. Quando outros se recusam a se submeter à sua vontade, eles aumentam o nível de violência que usam. Muitos sádicos abusam verbal e emocionalmente dos outros, em vez de fisicamente, manipulando propositalmente os outros através do uso do medo ou da vergonha e humilhação dos outros. Algumas pessoas com esse transtorno não abusam de outras, mas exibem uma preocupação com a violência.  Acreditava-se que esse distúrbio fosse causado por trauma na infância ou por ter sido criado por uma família em que um dos cônjuges é abusado. O transtorno de personalidade sádica foi considerado mais comum em homens do que em mulheres.     

## Comorbidade com outros transtornos de personalidade
Acreditava-se que o transtorno de personalidade sádica era frequentemente coadjuvante com outros transtornos de personalidade, principalmente outros tipos de transtornos psicopatológicos.  Em contraste, o sadismo também foi encontrado em pacientes que não apresentam nenhuma ou outras formas de distúrbios psicopáticos.  Acredita-se que o transtorno de conduta na infância e o transtorno por uso de álcool tenham sido frequentemente comórbidos com o transtorno de personalidade sádica.  Os pesquisadores tiveram dificuldade em distinguir o transtorno de personalidade sádica de outros transtornos de personalidade devido a seus altos níveis de comorbidade com outros transtornos.  

## Critérios do DSM-III-R
A) Um padrão invasivo de comportamento cruel, humilhante e agressivo, a partir da idade adulta, como indicado pela ocorrência repetida de pelo menos quatro dos seguintes:
1. Usade crueldade física ou violência com a finalidade de estabelecer o domínio em um relacionamento (não apenas para alcançar algum objetivo não-interpessoal, como golpear alguém a fim de roubá-lo)
2. Humilha ou avilta pessoas na presença de outros
3. Trata ou disciplina alguém sob seu controle de maneira áspera (por exemplo, uma criança, um estudante, prisioneiro, ou paciente)
4. Diverte-se ou tem prazer em ver o sofrimento psicológico ou físico de outros (incluindo animais)
5. Mente com o propósito de prejudicar ou infligir dor a outros (não apenas para alcançar algum outro objetivo)
6. Consegue que outras pessoas façam o quer por meio de intimidação ou mesmo terror
7. Restringe a autonomia das pessoas com quem estreita relação (por exemplo, não deixar o cônjuge sair de casa desacompanhado ou permitir que a filha adolescente assistir suas funções sociais)
8. É fascinado por violência, armas, artes marciais, lesões ou tortura

B) O comportamento de A não fora dirigido para uma só pessoa (por exemplo, cônjuge, a uma criança) e não foi apenas para efeitos de excitação sexual (como no sadismo sexual).

## Diagnóstico diferencial
| Diagnóstico                            | Razão |
| -------------------------------------- | --- |
| Transtorno de Sadismo Sexual           | Os sádicos sexuais se envolvem em comportamento sádico, mas o fazem por prazer sexual, enquanto as pessoas com transtorno de personalidade sádica o fazem por prazer regular e para controlar os outros. |
| Transtorno de personalidade antisocial | O diagnóstico de transtorno de personalidade antissocial requer uma história de problemas de conduta na adolescência e na infância. Enquanto o diagnóstico de transtorno de personalidade sádica não.    |

## Subtipos de Millon
Theodore Millon afirmou que havia quatro subtipos de sadismo, que ele denominou sadismo de imposição, sadismo explosivo, sadismo covarde e sadismo tirânico.
| Subtipo              | Descrição                           | Traços de personalidade |
| -------------------- | ----------------------------------- | --- |
| Sadismo covarde      | Inclui padrões evasivos             | Inseguro, falso e covarde; a dominação venenosa e a crueldade são contrafóbicas; fraqueza neutralizada pelo apoio do grupo; arrogância pública; seleciona bodes expiatórios impotentes.                                                    |
| Sadismo tirânico     | Inclui características negativistas | Aprecia ameaçar e brutalizar os outros, forçando-os a se acovardarem e se submeterem; verbalmente cortante e mordaz, acusatório e destrutivo; intencionalmente grosseiro, abusivo, desumano, impiedoso.                                    |
| Reforçando o sadismo | Inclui padrões compulsivos          | Hostilidade sublimada no "interesse público", policiais, supervisores "mandanhos", reitores, juízes; possui o "direito" de ser impiedoso, impiedoso, grosseiro e bárbaro; A tarefa é controlar e punir, procurar os infratores das regras. |
| Sadismo explosivo    | Incluindo padrões limítrofes        | Explosões e fúria imprevisivelmente precipitadas; raiva incontrolável e ataques temíveis; sentimentos de humilhação são reprimidos e descarregados; posteriormente arrependido.                                                            |

## História
O transtorno de personalidade sádica foi desenvolvido quando os psiquiatras forenses notaram muitos pacientes com comportamento sádico. Foi introduzido no DSM em 1987 e colocado no DSM-III-R como forma de facilitar mais estudos e pesquisas clínicas sistemáticas.  Foi removido do DSM por várias razões. O transtorno de personalidade sádica também compartilham uma alta taxa de comorbidade com outros transtornos, o que implica que não era um transtorno distinto por si só.  Millon escreve que "Personalidades fisicamente abusivas e sádicas são mais frequentemente do sexo masculino, e sentiu-se que tal diagnóstico poderia ter o efeito paradoxal de justificar legalmente o comportamento cruel". Os pesquisadores também estavam preocupados com a natureza estigmatizante do distúrbio e que colocava os pacientes em maior risco de abuso por parte dos guardas prisionais.  Teóricos como Theodore Millon queriam gerar mais estudos sobre o  transtorno e assim o propuseram ao DSM-IV (Grupo de trabalho para desordens de personalidade), que o rejeitou. 

## Sadismo subclínico na psicologia da personalidade
Há um interesse renovado em estudar o sadismo como traço de personalidade.  O sadismo se une à psicopatia subclínica, ao narcisismo e ao maquiavelismo para formar a chamada "tétrade obscura" da personalidade.